# It Takes a Nation of Millions to Hold Us Back
It Takes a Nation of Millions to Hold Us Back – drugi album grupy Public Enemy wydany 28 czerwca 1988 roku. Uważany przez magazyn Ego Trip za najlepszy album hip hopowy wszech czasów. Spowodował rewolucję muzyczną, raperzy śmiało wyrażali na nim swoje poglądy, mówili o zakłamaniu mediów czy rasizmie w USA.
W 2020 roku album został sklasyfikowany na 15. miejscu listy 500 albumów wszech czasów magazynu Rolling Stone, a utwór „Bring the Noise” został sklasyfikowany na 397. miejscu listy 500 utworów wszech czasów.

## Lista utworów
Wszystkie utwory wyprodukowała grupa The Bomb Squad.
| Side Silver | Side Silver                         | Side Silver                                     | Side Silver |
| Nr          | Tytuł utworu                        | Tekst                                           | Długość     |
| ----------- | ----------------------------------- | ----------------------------------------------- | ----------- |
| 1.          | „Countdown to Armageddon”           | Carlton Ridenhour · Eric Sadler · Hank Shocklee | 1:40        |
| 2.          | „Bring the Noise”                   | Ridenhour · Sadler · Shocklee                   | 3:46        |
| 3.          | „Don't Believe the Hype”            | Ridenhour · Sadler · Shocklee · William Drayton | 5:19        |
| 4.          | „Cold Lampin' with Flavor”          | Sadler · Shocklee · Drayton                     | 4:17        |
| 5.          | „Terminator X to the Edge of Panic” | Ridenhour · Drayton · Norman Rogers             | 4:31        |
| 6.          | „Mind Terrorist”                    | Ridenhour · Sadler · Shocklee                   | 1:21        |
| 7.          | „Louder Than a Bomb”                | Ridenhour · Sadler · Shocklee                   | 3:37        |
| 8.          | „Caught, Can We Get a Witness?”     | Ridenhour · Sadler · Shocklee                   | 4:53        |
|             |                                     |                                                 | 29:24       |

| Side Black | Side Black                         | Side Black                                                | Side Black |
| Nr         | Tytuł utworu                       | Tekst                                                     | Długość    |
| ---------- | ---------------------------------- | --------------------------------------------------------- | ---------- |
| 1.         | „Show 'Em Whatcha Got”             | Ridenhour · Sadler · Shocklee                             | 1:56       |
| 2.         | „She Watch Channel Zero?!”         | Ridenhour · Sadler · Shocklee · Richard Griffin · Drayton | 3:49       |
| 3.         | „Night of the Living Baseheads”    | Ridenhour · Sadler · Shocklee                             | 3:14       |
| 4.         | „Black Steel in the Hour of Chaos” | Ridenhour · Sadler · Shocklee · Drayton                   | 6:23       |
| 5.         | „Security of the First World”      | Ridenhour · Sadler · Shocklee                             | 1:20       |
| 6.         | „Rebel Without a Pause”            | Ridenhour · Sadler · Shocklee · Rogers                    | 5:02       |
| 7.         | „Prophets of Rage”                 | Ridenhour · Sadler · Shocklee · Drayton                   | 3:18       |
| 8.         | „Party for Your Right to Fight”    | Ridenhour · Sadler · Shocklee                             | 3:24       |
|            |                                    |                                                           | 28:26      |